# منون بریان
مَنون بریان (فرانسوی: Manon Briand‎؛ زادهٔ ۱ ژانویهٔ ۱۹۶۴) کارگردان فیلم و فیلم‌نامه‌نویس اهل کانادا است.
او دانش‌آموختهٔ رشتهٔ «پژوهش‌های فیلم» در دانشگاه کنکوردیا است.
از فیلم‌ها یا مجموعه‌های تلویزیونی که وی در آن‌ها نقش داشته‌است، می‌توان به کیهان و لیورپول اشاره نمود.